# 2613 Plzeň
2613 Plzeň là một tiểu hành tinh vành đai chính với chu kỳ quỹ đạo là 1935.3146870 ngày (5.30 năm).
Nó được phát hiện ngày 30 tháng 8 năm 1979. Nó được đặt theo tên the Czech city thuộc Plzeň (Pilsen), birthplace of the discoverer.